# Sacsayhuamán
Sacsayhuamán je utvrda iz vremena Inka, danas ruševina. Cijelo zdanje je konstruirano od ogromnih stijena koje su uglavljivane s ogromnom preciznošću. Utvrda se nalazi povrh grada Cusca, u Peruu.
Sacsayhuamán je prvobitno konstruiran iz vojnih razloga s ciljem obrane od plemena koja su prijetila Carstvu Inka. Gradnju je započeo Pachacutec poslije 1438. godine. Prva osoba koja je opisala utvrdu bio je španjolski kroničar Inca Garcilaso de la Vega, koji piše da je za gradnju utvrde trebalo oko 50 godina za vrijeme vladavine Huayna Capaca. Kada su španjolski konkvistadori prvi put došli do građevine bila je već potpuno sagrađena.
Sa same utvrde pruža se panoramski pogled na cijeli Cusco i okolicu. Nedaleko utvrde nalazi se kip Bijelog Isusa (španj. El Jesus Blanco) koji se vidi iz Cusca i koji je noću osvjetljen a ujedino je i zaštitnik grada.

## Visina
Sacsayhuamán je smješten na oko 3 700 metara nadmorske visine.

## Oblik
Područje gdje je utvrda smještena ima oblik svete životinje, a jedan od prijevoda je pumina glava. Pachacutec, deveti Inka je dao gradu Cuscu oblik ležeće pume. Puma je ta životinja koja pazi na zemaljski dio. (Inka indijanci su dijelili svijet na tri djela: nebo, zemlju i podzemlje).

## Povezanost
Do Sacsayhuamána se može stići automobilom, cestom koja povezuje Cusco s Chincherom (Urubamba dolinom). Turistički autobusi nekoliko puta dnevno prave kružna putovanja do i od Sacsayhuamána. Postoji također i staza koja vodi od Plaze Mayor, glavnog trga u Cuscu, do utvrde a udaljenost iznosi oko 2 km.

## Arhitektura
Konstrukcija se sastoji od ogromnih stijena koje izgledaju kao oštri zubi kada se na njih gleda iz visine. Sam oblik utvrde je glava pume a grad Cusco predstavlja tijelo pume. Jedna od kula (od koje su sačuvani samo još temelji) se smatra puminim okom.
Na stijenama se mogu pronaći različiti likovi, ulasci u podzemne tunele, jedan amfiteatar, različite konstrukcije ritualnog karaktera koje su vjerojatno bile povezane s kultom vode. Ovo mjesto je imalo vrlo važnu ulogu u ritualima Inka indijanaca.
Vjeruje se također da je utvrda imala i vojni karakter i da su se unutar utvrde trenirali ratnici. O tom postoje različita tumačenja ali većina ipak smatra da je primarna uloga utvrde bila Hram Sunca. Visina stijena u utvrdi je do 9 m a računa se da je gradnja trajala oko 50 godina te da je izgradnja započeta za vrijeme Inke Yupanqui. Oko 20 000 osoba je sudjelovalo u izgradnji.
Izvan zidina postoje skladišta za životne namirnice i oružje, pa čak i kanali za raspodjelu vode. Tron Inka indijanaca sagrađen je pored same utvrde i sastoji se od velike stijene koja je izrezana i polirana na nekoliko nivoa. S tog mjesta je poglavica mogao pratiti sva zbivanja a istovremeno davati zapovjedi.
Zidine u obliku ljestvi prostiru se na tri nivoa, duge oko 300 metara. 
.

## Tornjevi
Postojala su tri tornja koja su bila stacionirana na gornjoj terasi tvrđave: Muyucmarca, Sallacmarca, i Paucarmaca.
Prvi toranj je imao cilindričan oblik promjera 22 m i bio je visok kao današnja četiri kata. Taj toranj je bio u sredini. Drugi toranj je bio u obliku kvadrata i s njega se mogao vidjeti cijeli Cusco. Treći toranj koji je također imao formu kvadrata bio je smješten na suprotnoj strani.

## Hram
Utvrda je bila mjesto gdje su Inka indijanci prakticirali kult Sunca i hram je korišten u religiozne svrhe. Vjeruje se da su desetine tisuća hodočasnika dolazile na ovo mjesto da bi bila prisutne pri obožavanju Sunca i prinošenju vjerskih žrtava.

## Inti Raymi
U Sacsayhuamánu se svake godine 24. lipnja održava festival Inti Raymi kada se pokušava dočarati kult Sunca Inka indijanaca (Inti = bog Sunca). Lokalno stanovništvo oblači se u šarenu odjeću i pleše specijalne plesove na isti način na koji su to činili njihovi predci. Na ovu manifestaciju dolaze posjetitelji iz cijeloga svijeta koji dulji period vremena unaprijed rezerviraju mjesta.

## Današnji ostaci
Danas se mogu vidjeti samo ostaci nekadašnje utvrde. Otprilike 20% je samo sačuvano. Još za vrijeme kolonijalnog vremena Španjolci su urušavali zidine kako bi sagradili kuće i crkve u Cuscu.

## Mjesta u blizini za posjetiti
- Kenko
- Puca Pucara
- Tambomachay
- Urubamba (rijeka)